# سالا مونفراتو
سالا مونفراتو (به ایتالیایی: Sala Monferrato) یک کومونه در ایتالیا است که در استان آلساندریا واقع شده‌است.

## خصوصیات
سالا مونفراتو ۷٫۷ کیلومترمربع مساحت و ۴۴۶ نفر جمعیت دارد و ۲۶۴ متر بالاتر از سطح دریا واقع شده‌است.